# Giuseppe Mascara
Giuseppe Mascara (* 24. März 1979 in Caltagirone) ist ein italienischer Fußballspieler.

## Karriere
Mascara spielte bereits für die  US Avellino, die US Palermo, den CFC Genua, die AC Perugia und Catania Calcio, wo er einer der Protagonisten beim Aufstieg in die Serie A war. Die Saison 2006/07 verlief für den Stürmer nicht perfekt, nach mehreren Platzverweisen und Sperren kam er nur langsam in die Saison, die er am Ende aber doch zufriedenstellend beendete.
Am 1. März 2009 erlangte Mascara über Italien hinaus Aufmerksamkeit durch ein „Jahrhundert-Tor“ aus etwa 50 Metern. Im Spiel der Serie A US Palermo gegen Catania Calcio, welches 0:4 endete, nahm er wenige Meter nach der Mittellinie eine Kopfballflanke volley und schickte sie in einem hohen Bogenschuss ins gegnerische Tor.
Im Februar 2011 wechselte Mascara zur SSC Neapel, wo er einen Vertrag bis zum Ende der Spielzeit 2011/12 unterzeichnete. Seit Januar 2012 spielt er bei Novara Calcio.
Am 6. Juni 2009 debütierte Mascara unter Marcello Lippi beim 3:0-Sieg im Freundschaftsspiel gegen Nordirland in der Italienischen Nationalmannschaft.

## Erfolge
- Italienische Serie-B-Meisterschaft: 2005/06